# Frederik Ferdinand Ulrik
Frederik Ferdinand Ulrich, efter 1864 stavet Ulrik (16. april 1818 i København – 20. februar 1917 sammesteds) var en dansk læge. Han var stærkt engageret i i sociale forhold og den hygiejniske reformbevægelse. Hans interesse for de engelske kooperative arbejderforeninger medførte, at han blev drivkraften bag oprettelsen af sparekasser, folkebiblioteker, folkehøjskoler, brugsforeninger byggeforeninger. Han var medstifter af det Radikale Venstre.
Ulrich var født i København, men boede de første 12 år af sit liv i Frederiksstad hvor hans far var toldforvalter og generalkrigskommissær. Han blev student 1835, blev privat dimitteret til Universitetet 1835 og tog Lægeexamen 1840, hvorefter han fungerede som kandidat på Almindeligt Hospital. Han blev derefter praktiserende læge i Hobro 1842, hvor han 1851 var med til at etablere Sparekassen. Fra Hobro kom han i 1854 kom til Tønder som fysikus (embedslæge). Han arbejdede ivrigt for danskhedens fremme, og han stod blandt meget andet bag oprettelsen af byens nye sygehus, som blev taget i brug 1855, og var medarbejder ved avisen Dannevirke samt stiftede 1856 Vestslesvigsk Tidende i Møgeltønder. Efter det danske nederlag i krigen 1864 blev han, som så mange andre danske embedsmænd, udvist af de tyske myndigheder, og han var en af de 6 sønderjyder, der i september 1864 drog til Paris for at andrage Napoleon III om hans bistand til, at Nordslesvig blev ved Danmark, men det var forgæves. Som en følge af krigen ændrede han sit navn fra det tyske Ulrich til det danske Ulrik.
Han flyttede til København, hvor han i årene 1866-1890 var distriktslæge på Christianshavn, et af Københavns fattigste kvarterer, og desuden læge ved Vartov og Abel Cathrines Stiftelse 1869-1895. Han tog straks fat på at kæmpe for reformer af sundhedsvæsenet og for en styrket offentlig indsats for bedre hygiejne. Sygekassesagen beskæftigede han sig meget med, vandt 1867 en af Finansministeriet udlovet pris for en afhandling om syge- og alderdomsforsørgelseskassers nytte og vigtighed og udgav den under titlen Arbejderforeninger til gjensidig Hjælp.
1867-1873 var han borgerrepræsentant og gjorde et energisk arbejde i Sundhedskommissionen, ikke mindst for at skaffe boliger til den hastigt voksende arbejderbefolkning, der i industriens gennembrudstid levede i den yderste fattigdom. Sammen med lægen Emil Hornemann stod han bag stiftelsen af Arbejdernes Byggeforening i 1865, hvis formål var at skabe gode og sunde boliger til de dårligst stillede. Han sad som næstformand i foreningen fra starten og indtil 1888. Foreningen byggede bl.a af "kartoffelrækkerne" og Strandvejskvarteret på Østerbro.
Hans indsats i byens politik smittede også af på tidens byggeforhold (således ombygningen af den berygtede Peder Madsens Gang), ligesom også for forbedringer i fattigvæsenet og andre kommunale institutioner. 1869 udgav han skriftet: Ved hvilke Midler bør Fattigdommen modarbejdes?
Ulrik var også, igen sammen med Hornemann, medlem af bestyrelsen for Lægeforeningens Boliger 1866, medstifter af Selskabet til Sundhedsplejens Fremme 1879, medstifter af og medlem af Bestyrelsen for Lægernes Enke- og Børneforsørgelseskasse 1888, medstifter af Samfundet til Ædruelighedens Fremme 1885, medlem af Centralkomiteen og medlem af bestyrelsen for Hjælpeforeningen for danske Læger. Ulrich var 1905 medstifter af det Radikale Venstre. Han blev Ridder af Dannebrog 1859, Dannebrogsmand 1877 og Kommandør af 2. grad 1902.
F.F. Ulrik blev i 1843 gift med Marie Christine Henriette Schow (1817-1890).
Han er begravet på Vestre Kirkegård.
Ulriks indsats var årsag til, at Arbejdernes Byggeforening opkaldte Lyngbyvejskvarterets gader efter samtidige læger, og Ulrik fik sin egen gade F.F. Ulriks Gade. En mindestøtte udført af Emil Jørgensen for Ulrik og en medstifter af foreningen, Moses Melchior, blev 1916 rejst på byggeforeningens initiativ i Strandvejskvarteret på Østerbro i området omkring Kildevældsgade. Relieffet er udført af Ludvig Brandstrup. Også vejen Ulriksallé i Tønder er opkaldt efter F.F. Ulrik.
Der findes desuden en buste af Johannes Mølgaard og et portrætmaleri af Hans Deuvs fra ca. 1915. Fotografier af bl.a. J.A. Weste, Jens Petersen og Hansen & Weller.
- Mindeplade på F.F. Ulriks bolig i Tønder